# كربونات الإيثيلين
كربونات الإيثيلين هو مركب عضوي له الصيغة المجملة C3H4O3 والصيغة المفصلة CH2O)2CO)، وهو ينتمي إلى فصيلة إستر الكربونات (الكربونات العضوية) لكل من غليكول الإيثيلين وحمض الكربونيك. يكون المركب في الشروط العادية من الضغط ودرجة الحرارة على شكل صلب أبيض اللون.

## التحضير
يحضر كربونات الإيثيلين من تفاعل أكسيد الإيثيلين وثنائي أكسيد الكربون، وذلك بوجود عدة معقدات وكاتيونات، مثل حفاز من مشتق عضوي للنيكل:

## الخصائص
يكون كربونات الإيثيلين في الشروط العادية من الضغط ودرجة الحرارة على شكل صلب أبيض عديم الرائحة، عند درجة حرارة أعلى من 36 °س ينصهر الصلب ويتحول إلى سائل عديم اللون والرائحة أيضاً.
يبلغ عزم ثنائي القطب الجزيئي لمركب كربونات الإيثيلين 4.9 D.

## الاستخدامات
يستخدم كربونات الإيثيلين كمذيب عضوي وكملدّن في تطبيقات عدة. كما يدخل كعامل مرتفع السماحية في تركيب كهارل بطاريات الليثيوم.
يمكن أن يحوّل كربونات الإيثيلين إلى كربونات ثنائي الميثيل، وهو مذيب عضوي مفيد وعامل مَثْيَلة جيد، وذلك بإجراء عملية أسترة تبادلية Transesterification مع الميثانول:
{\displaystyle \mathrm {C_{2}H_{4}CO_{3}\ +\ 2\ CH_{3}OH\ \longrightarrow \ CH_{3}OCO_{2}CH_{3}\ +\ HOC_{2}H_{4}OH} }
يمكن لمركب كربونات ثنائي الميثيل أن يحصل عليه أيضاً تفاعل أسترة تبادلية إلى كربونات ثنائي الفينيل، وهو بديل للفوسجين:
{\displaystyle \mathrm {CH_{3}OCO_{2}CH_{3}\ +\ 2\ PhOH\ \longrightarrow \ PhOCO_{2}Ph\ +\ 2\ MeOH} }